# Central Coast Mariners (Frauenfußball)
Die Central Coast Mariners Women waren ein australisches Frauenfußballteam aus Gosford, New South Wales. Das Profiteam wurde im Jahr 2008 gegründet und spielte bis Mitte 2010 in der W-League, der höchsten Frauenfußballliga des Landes. Das Team war Teil des Fußballvereins Central Coast Mariners FC dessen Profi-Männermannschaft bis heute in der A-League spielt.

## Geschichte

### 2008/09 – Gründung und erste Saison
Zur Saison 2008/09 gründete der australische Fußballdachverband die Profi-Frauenfußballliga, die W-League. Im gleichen Jahr entschloss sich der Central Coast Mariners FC neben seiner in der A-League spielenden Profimännermannschaft auch eine Frauenmannschaft aufzustellen. Das Team gehörte somit zu den acht Gründungsmitgliedern der neuen Liga. Als Trainer wurde der Australier Stephen Roche verpflichtet. Am Ende seiner ersten Saison erreichte das Team nur den sechsten Tabellenplatz und zog somit nicht in die W-League Play-offs ein.

### 2009 – Zweite und letzte Saison
Nach dem enttäuschenden Ergebnis der Vorjahressaison konnte das Frauenteam am Ende dieser Spielzeit den zweiten Tabellenplatz erringen. Damit zogen die Central Coast Mariners Women erstmals in die Play-offs ein. Im Halbfinale traf das Team auf die Brisbane Roar Women. Im heimischen Central Coast Stadium unterlagen die Central Coast Mariners den Brisbane Roars mit 0:1.
Trotz der durchaus erfolgreichen Spielzeit wurde im Jahr 2010 von Seiten des Vereins bekanntgegeben, in der kommenden Saison 2010/11 kein Frauenteam mehr aufzustellen. Als Grund wurden fehlende Finanzmittel angegeben. Damit verließen die Central Coast Mariners Women die W-League und stellten den Spielbetrieb ein.
In den folgenden zwei Saisons bestand die W-League nur noch aus sieben Teams, bis zur Saison 2012/13 die Western Sydney Wanderers Women der Liga beitraten.